# Нічевокі
Нічевокі — російська літературна група, що склалася в Москві на початку 1920 року і остаточно оформилася в серпні 1920 року при Союзі поетів в Ростові-на-Дону.

## Історія
У Ростові-на-Дону поети-нічевокі проводили вечори і виступали перед публікою в кафе «Підвал поетів», богемному закладі з мініатюрною сценою, розташованому в підвалі будинку № 46 в провулку Газетному (ріг пров. Газетного і Великої Садової вул.). Група проіснувала близько двох років, 1920—1921 роки, і являла собою російський відгомін відомого європейського угруповання дадаїстів.
Нічевокамі в 1920 році були опубліковані «Маніфест від нічевоків» і «Декрет про нічевоків поезії». У 1922 році нічевокі опублікували маніфест «Хай живе останній інтернаціонал Дада світу». Прославилися на одному з вечорів, який відбувся 19 січня 1922 року в Політехнічному, під час якого Володимир Маяковський разом з іншими футуристами проводив «чистку» російської поезії. Нічевокі, вийшовши на сцену, запропонували, щоб Маяковський відправився до Пампушки на Твербуль (тобто до пам'ятника Пушкіну на Тверському бульварі) і там чистив чоботи всім бажаючим. Публіка схвально прийняла заяву, що Становище нічевоків заперечує за Маяковським право «чистити» поетів.
Рюрик Рок, лідер групи, був заарештований у кримінальній справі на початку 1923, після чого група нічевоків розпалася.